# Sofist (Plato)
De Sofist (Oudgrieks Σοφιστής) is een dialoog van de Atheense filosoof Plato. Het gesprek vindt voornamelijk plaats tussen een "vreemdeling (of: gast) uit Elea" en de briljante wiskundestudent Theaetetus. Verder zijn er (in de inleiding) kleine rollen voor Theodorus en Socrates, die echter niet in de filosofische discussie participeren. In de dialoog proberen de gast en Theaetetus een definitie van de sofist te formuleren.

## Inhoud
Na een korte inleiding, een korte uiteenzetting van de dialectische methode en een kleine excurs in de toepassing daarvan, komen Theaetetus en de vreemdeling tot een eerste definitie van de sofist: in de categorieën van de "mensenjacht", de geldverwerving en de opvoedkundige pretentie is er de jacht op rijke en voorname jongelui, wat de sofistiek in wezen is.
Het onderzoek wordt voortgezet en de gesprekspartners komen tot nog enkele definities:
- De sofistiek is een deel van de "psychisch-handelsverkeerskunst", dat zich inlaat met de verkoop van argumenten en kennis die betrekking hebben op de deugd.
- Een sofist is iemand die zich blijvend in een stad vestigt, met de bedoeling te leven van de verkoop van diverse vormen van kennis die betrekking hebben op deugd: kennis die hij deels zelf aankoopt, deels zelf fabriceert.
- De sofistiek is het deel van de verwervingskunst, dat werkt door ruil, door handel, zowel door tweedehandse kleinhandel als door het te koop aanbieden van eigen producten, om het even.
- De sofist is de geldmakende soort van de eristiek ("betwistingskunst").
- De sofistiek is een deel van de opvoedkunde, een 'kritiek op de ijdele waanwijsheid'.

Na deze voorlopige definities van de sofist als zodanig beginnen de gesprekspartners een onderzoek naar de soort kennis die de sofist bezit. Ze slagen er immers in de burgers te overtuigen van allerlei meningen en wekken daardoor de indruk zeer geleerd te zijn in de onderwerpen waarover ze debatteren. Theaetetus en de Eleatische gast komen echter tot de conclusie dat ze dit in feite niet zijn, dat de universele kennis van de sofist eigenlijk slechts een schijnkennis is. De sofist is een soort 'tovenaar' en 'nabootser'. Hier komen de gesprekspartners echter tot een probleem, en tot de kern van de dialoog. Wat is namelijk dat 'nabootsen' en die 'schijnkennis', ofwel, wat is een onware uitspraak?
Het probleem is als volgt: volgens Theaetetus en de vreemdeling uit Elea doen de sofisten onware uitspraken. De sofisten ontkennen echter dat dit mogelijk is, door zich te beroepen op het axioma van Parmenides: "Nee, nooit kan de opvatting zegevieren dat het niet-zijnde is. Houd integendeel bij uw onderzoek uw gedachte ver van deze weg." Als men dus een onware uitspraak doet, zo redeneert de sofist, doet men een uitspraak over een 'niet-zijnde'. Een niet-zijnde is echter niet, het niet-zijnde bestaat niet. Het doen van onware uitspraken is daarom, concludeert de sofist, onmogelijk.
Deze conclusie is voor de gesprekspartners onacceptabel. Het is immers intuïtief zeer goed mogelijk dat er onware uitspraken zijn en bovendien willen ze het doen van onware uitspraken als gewoonte aan de sofist toeschrijven. Daarom zijn de conversanten genoodzaakt een alternatieve theorie van onware uitspraken te onderzoeken. Dit is echter niet mogelijk zonder een kritiek op Parmenides' axioma. Ze komen tot de conclusie dat 'niet-zijn' op twee wijzen gezegd kan worden: enerzijds is er wat men een 'absoluut niet-zijn' zou kunnen noemen, anderzijds is er een vorm van niet-zijn die men 'relatief' zou kunnen noemen. In die laatste vorm schuilt de oplossing: het 'relatief niet-zijn' is een anders-zijn. Als de gast bij wijze van voorbeeld stelt: "Theaetetus vliegt", dan zegt hij daarmee niet absoluut niets: "Theaetetus" bestaat immers, en "vliegen" ook. Subject en predicaat worden echter op een verkeerde manier met elkaar verbonden, de zin is onwaar omdat er sprake is van verschil en niet van overeenkomst. Het 'niet-zijn' waar een onware zin naar verwijst is dus niet het tegendeel van het zijn, maar een anders-zijn.
De dialoog eindigt met een hernieuwde poging om de sofist te definiëren.

## Intertekstualiteit
De Sofist is een vervolg op de dialoog Theaetetus. Men zou beide dialogen kunnen beschouwen als elkaars spiegelbeeld: in de eerste wordt gepoogd waarheid te definiëren, in de tweede haar tegendeel, onwaarheid. Een andere overeenkomst tussen beide dialogen is dat de student Theaetetus een belangrijke rol vervult.

## Varia
In deze dialoog van Plato schetst zijn leraar Socrates terloops ook het onbegrip dat beoefenaren van de filosofie ten deel kan vallen: sommigen houden hen bij gelegenheid zelfs voor knettergek (ἔχοντες μανικός). Zelf zou Socrates vanuit dat onbegrip uiteindelijk zelfs tot het drinken uit de gifbeker worden veroordeeld, zoals door Plato beschreven in de Apologie van Socrates en de dialoog Phaedo.